# Obléhání Krupy
Obléhání Krupy (chorvatsky: Opsada Krupe) se odehrálo ve dnech 3. až 23. června 1565 mezi osmanskými silami Mustafy Paši Sokoloviće, sandžak-beje bosenského, a germánsko-chorvatskými jednotkami vedenými Matijou Bakićem. Obléhání bylo součástí chorvatsko-osmanských válek a osmansko-habsburských válek mezi Osmanskou říší a Habsburskou monarchií.

## Předcházející události
Smrt uherského a chorvatského krále Ferdinanda I. Habsburského v roce 1564 ukončila habsbursko-osmanské příměří, které bylo podepsáno v roce 1562 na dobu devíti let. Jako záminku pro novou vojenskou kampaň využil Sulejman Nádherný probíhající občanskou válku v Uhrách mezi sedmihradským knížetem Janem Zikmundem Zápolským (uchazečem o uherskou korunu a osmanským vazalem) a Ferdinandovým synem a novým králem Maxmiliánem.

## Obléhání

### Pevnost Krupa
Krupa se nachází v dnešní Bosně a Hercegovině a její hrad (poprvé zmíněný ve 13. století) stál na útesu nad řekou Una. Měl jednu velkou a dvě menší kulaté věže, propojené hradbami. Pod hradem se rozkládalo velké osídlení, opevněné zdí se dvěma věžemi (později upravenými pro dělostřelectvo) a bránou. Až do roku 1456 byla Krupa majetkem chorvatské šlechty, poté přešla pod správu uherského krále.

### Předchozí obléhání
Po pádu Bosny v roce 1463 se Krupa stala jednou z nejvýznamnějších chorvatských pevností, bránících osmanským nájezdům směrem k Bihaći, který nakonec padl v roce 1592. První obléhání v roce 1509 vedlo 2 000 Osmanů, ale bylo odraženo, stejně jako čtyřměsíční obléhání v letech 1522–1523, kdy pevnost bránilo před útokem 2 000 osmanských jezdců a 5 000 pěšáků.

### Konečné obléhání
V roce 1565, jako součást příprav na rozsáhlou osmansko-habsburskou válku, Mustafa Paša Sokolović, sandžak-bej bosenský, v létě zaútočil na chorvatskou pohraniční oblast a oblehl pevnost Krupa. Malá posádka, čítající pouhých 28 mužů pod vedením chorvatského šlechtice Matiji Bakiće, statečně vzdorovala po dobu 20 dnů. Posledních osm obránců vyrazilo 23. června 1565 z pevnosti do boje proti drtivé přesile Osmanů, kde padli.

## Následky
Další vpády Mustafy Paši Sokoloviće do Chorvatska byly odraženy chorvatským bánem Petrem Erdődym v bitvě u Obrešky.